# 吳清山

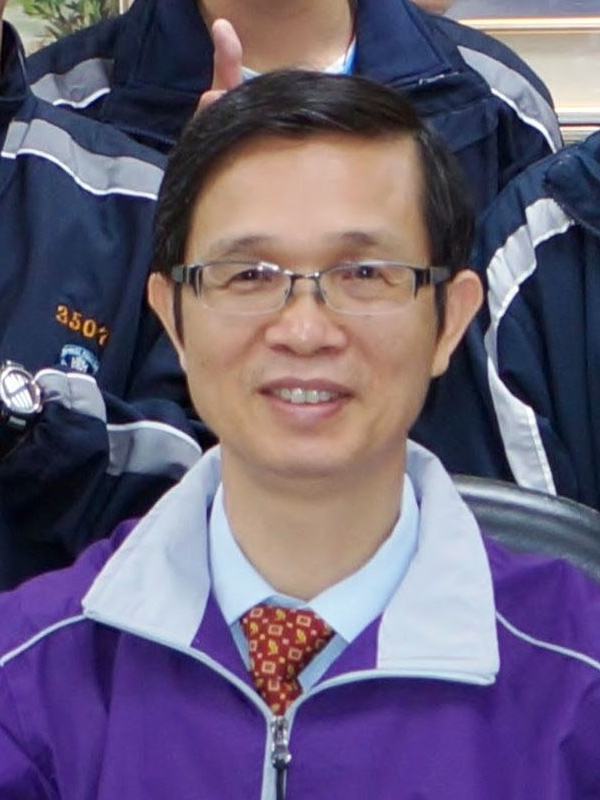
吳清山

吳清山，雲林縣人，國立政治大學教育博士。曾任臺北市立師範學院校長、臺北市政府教育局局長、國家教育研究院院長、教育部國民及學前教育署署長。

## 學歷
- 國立高雄師範大學教育學學士
- 國立政治大學教育學碩士
- 國立政治大學教育學博士
- 美國紐約州立大學水牛城校區博士後研究教育行政

## 經歷
- 高雄市三民國中教師
- 臺北市立師範學院初等教育學系副教授兼秘書室主任
- 臺北市立師範學院初等教育學系副教授兼主任
- 臺北市立師範學院國民教育研究所教授兼所長
- 臺北市立師範學院校長
- 國立臺北教育大學兼任教授
- 淡江大學兼任教授
- 臺北市立教育大學教育學系教授
- 財團法人高等教育評鑑中心基金會執行長
- 臺北市政府教育局局長
- 國家教育研究院籌備處主任
- 國家教育研究院院長
- 教育部參事
- 中華民國教育行政學會理事長
- 教育部國民及學前教育署署長